# European Nations Cup Vierde Divisie 1999/00
De European Nations Cup Vierde Divisie 2000 was de eerste en laatste editie van de Vierde Divisie, het laagste niveau van de ENC.
De promoties in dit seizoen zijn alleen statistisch. Het volgende seizoen zou in het teken staan van de kwalificatie van het Wereldkampioenschap rugby 2003

## Puntensysteem
Teams kunnen als volgt punten verdienen:
- 3 punten voor een overwinning
- 2 punten voor een gelijkspel
- 1 punt voor een verloren wedstrijd
- 0 punten voor terugtrekking van een wedstrijd

## Divisie 4A

### Stand

#### Eindstand
| #  | Team       | GW | Win | Gel | Ver | Pnt | Voor | Tegen | Saldo |
| -- | ---------- | -- | --- | --- | --- | --- | ---- | ----- | ----- |
| 1. | Slovenië   | 4  | 4   | 0   | 0   | 12  | 93   | 21    | 72    |
| 2. | Andorra    | 4  | 3   | 0   | 1   | 10  | 70   | 48    | 22    |
| 3. | Monaco     | 4  | 1   | 0   | 3   | 6   | 40   | 56    | -16   |
| 4. | Hongarije  | 4  | 1   | 0   | 3   | 6   | 68   | 99    | -31   |
| 5. | Oostenrijk | 4  | 1   | 0   | 3   | 6   | 51   | 98    | -47   |

#### Legenda
| Kleur | Kwalificatie voor                 |
| ----- | --------------------------------- |
|       | Kampioen, promotie naar Divisie 3 |
|       | Promotie naar Divisie 3           |

### Wedstrijden
| 16 oktober 1999 | Hongarije | 3 - 27 | Slovenië | Boedapest |
| 16 oktober 1999 |           |        |          | Boedapest |

| 30 oktober 1999 | Slovenië | 16 - 3 | Andorra | Andorra la Vella |
| 30 oktober 1999 |          |        |         | Andorra la Vella |

| 6 november 1999 | Monaco | 22 - 7 | Hongarije | Menton |
| 6 november 1999 |        |        |           | Menton |

| 5 februari 2000 | Monaco | 10 - 14 | Andorra |  |
| 5 februari 2000 |        |         |         |  |

| 26 februari 2000 | Andorra | 32 - 10 | Hongarije | Andorra la Vella |
| 26 februari 2000 |         |         |           | Andorra la Vella |

| 25 maart 2000 | Oostenrijk | 9 - 5 | Monaco | Wenen |
| 25 maart 2000 |            |       |        | Wenen |

| 1 april 2000 | Oostenrijk | 12 - 24 | Slovenië | Wenen |
| 1 april 2000 |            |         |          | Wenen |

| 15 april 2000 | Slovenië | 26 - 3 | Monaco | Ljubljana |
| 15 april 2000 |          |        |        | Ljubljana |

| 29 april 2000 | Hongarije | 48 - 18 | Oostenrijk | Boedapest |
| 29 april 2000 |           |         |            | Boedapest |

| 13 mei 2000 | Andorra | 21 - 12 | Oostenrijk | Andorra la Vella |
| 13 mei 2000 |         |         |            | Andorra la Vella |

## Divisie 4B

### Stand

#### Eindstand
| #  | Team        | GW | Win | Gel | Ver | Pnt | Voor | Tegen | Saldo |
| -- | ----------- | -- | --- | --- | --- | --- | ---- | ----- | ----- |
| 1. | Joegoslavië | 3  | 3   | 0   | 0   | 9   | 67   | 12    | 55    |
| 2. | Moldavië    | 3  | 2   | 0   | 1   | 7   | 62   | 43    | 19    |
| 3. | Israël      | 3  | 1   | 0   | 2   | 5   | 54   | 53    | 1     |
| 4. | Bulgarije   | 3  | 0   | 0   | 3   | 3   | 34   | 109   | -75   |

#### Legenda
| Kleur | Kwalificatie voor        |
| ----- | ------------------------ |
|       | Promotie naar Divisie 4A |

### Wedstrijden
| 2 april 2000 | Joegoslavië | 17 - 3 | Moldavië | Beograd |
| 2 april 2000 |             |        |          | Beograd |

| 30 april 2000 | Moldavië | 20 - 14 | Israël | Chisinau |
| 30 april 2000 |          |         |        | Chisinau |

| 30 april 2000 | Bulgarije | 6 - 33 | Joegoslavië | Sofia |
| 30 april 2000 |           |        |             | Sofia |

| 7 mei 2000 | Moldavië | 39 - 12 | Bulgarije | Chisinau |
| 7 mei 2000 |          |         |           | Chisinau |

| 14 mei 2000 | Israël | 3 - 17 | Joegoslavië | Herzliya |
| 14 mei 2000 |        |        |             | Herzliya |

| 21 mei 2000 | Israël | 37 - 16 | Bulgarije | Herzliya |
| 21 mei 2000 |        |         |           | Herzliya |

## Divisie 4C

### Stand

#### Eindstand
| #  | Team      | GW | Win | Gel | Ver | Pnt | Voor | Tegen | Saldo |
| -- | --------- | -- | --- | --- | --- | --- | ---- | ----- | ----- |
| 1. | Zweden    | 3  | 3   | 0   | 0   | 9   | 131  | 8     | 123   |
| 2. | Luxemburg | 3  | 2   | 0   | 1   | 7   | 126  | 52    | 74    |
| 3. | Litouwen  | 3  | 1   | 0   | 2   | 4   | 55   | 57    | -2    |
| 4. | Noorwegen | 3  | 0   | 0   | 3   | 3   | 20   | 218   | -198  |

#### Legenda
| Kleur | Kwalificatie voor        |
| ----- | ------------------------ |
|       | Promotie naar Divisie 4C |

### Wedstrijden
| 23 oktober 1999 | Zweden | 34 - 8 | Luxemburg | Lund |
| 23 oktober 1999 |        |        |           | Lund |

| 15 april 2000 | Luxemburg | 78 - 12 | Noorwegen | Cessange |
| 15 april 2000 |           |         |           | Cessange |

| 29 april 2000 | Zweden | 91 - 0 | Noorwegen | Vänersborg |
| 29 april 2000 |        |        |           | Vänersborg |

| 13 mei 2000 | Luxemburg | 40 - 6 | Litouwen | Luxemburg |
| 13 mei 2000 |           |        |          | Luxemburg |

| 27 mei 2000 | Noorwegen | 8 - 49 | Litouwen | Oslo |
| 27 mei 2000 |           |        |          | Oslo |

| 10 juni 2000 | Litouwen | 0 - 3 | Zweden |  |
| 10 juni 2000 |          |       |        |  |